# Pristimantis mendax
Pristimantis mendax es una especie de anfibio anuro de la familia Craugastoridae.

## Distribución
Esta especie es endémica de Perú. Habita en las regiones de Cuzco, Ayacucho, Huánuco y Madre de Dios entre los 1700 y 3325 m sobre el nivel del mar en el lado amazónico de la Cordillera Oriental.

## Etimología
El nombre específico Mendax proviene del latín Mendax, que significa mentiroso, deshonesto, en referencia al parecido superficial de esta especie con Pristimantis acuminatus.

## Publicación original
- Duellman, 1978 : Three new species of Eleutherodactylus from Amazonian Peru (Amphibia: Anura: Leptodactylidae). Herpetologica, vol. 34, n.º 3, p. 264-270.[5]